# Li Lu
Dies ist ein chinesischer Name; der Familienname ist Li.
Li Lu (* 6. April 1966 in Tangshan) ist ein in China geborener amerikanischer Investmentbanker, Kapitalanlageberater und Hedgefondsmanager. Er ist der Gründer und Vorsitzende des Himalaya-Vermögensmanagements. Li war einer der Studentenführer der Tiananmen-Platz-Studentenproteste 1989, ein Erlebnis, das er 1990 in einem Buch nacherzählte. Das Buch trägt den Titel: Moving the Mountain: My Life in China (Berge versetzen: Mein Leben in China). Das Buch war die Grundlage eines Dokumentarfilms im Jahr 1994 unter der Regie von Michael Apted.

## Frühe Lebensjahre und Proteste
Li Lu wurde in Tangshan, China, geboren und wuchs dort auf. Er ist Überlebender des Erdbebens von Tangshan 1976. Im Jahr 1985 studierte er an der Universität Nanjing, sein Hauptfach war Physik, später wechselte er zur Wirtschaftslehre. Im Jahr 1989 nahm er an den Studentenprotesten auf dem Tiananmen-Platz (auch als Tian’anmen-Massaker bekannt) teil und wurde einer der Studentenführer. Er half die Studenten zu organisieren und nahm an einem Hungerstreik teil. Er floh mithilfe der Organisation Operation Yellowbird aus der Volksrepublik China.
Nach der Niederschlagung der Bewegung verließ er China und studierte an der Columbia University in den Vereinigten Staaten. Im Jahr 1990 veröffentlichte er ein Buch über seine Erfahrung in China mit dem Titel Moving the Mountain: My Life in China ISBN 0-399-13545-6. Das Buch war die Grundlage für den 1994 erschienenen Dokumentarfilm „Moving the Mountain“, der von Trudie Styler produziert und unter der Regie von Michael Apted gedreht wurde. Der Regisseur untersuchte die Ursprünge der Proteste auf dem Platz des Himmlischen Friedens (auch Tiananmen-Platz genannt) von 1989 und die Konsequenzen, welche die Bewegung auf das Leben mehrerer Studentenführer hatte.

## Hochzeit auf dem Tiananmen-Platz
„Studenten kämpfen jetzt mit dem Mut, der dem Tod für ein lebenswertes Leben trotzt. Mein Slogan ist: Wir müssen kämpfen, aber wir müssen auch heiraten.“
Am 22. Mai 1989 fand am Heldendenkmal eine Heiratszeremonie zwischen Li Lu und seiner Freundin Zhao Ming statt. Es war eine symbolische Ehe, die keine Hochzeitssüßigkeiten und Wein anbot, sondern Brot und Salzwasser. Zhang Boli bereitete eine Heiratsurkunde vor, prägte sie mit dem Stempel des Hungerstreik-Hauptquartiers und machte es damit „absolut offiziell“. Es war auch der erste Hochzeitstag von Chai Ling und Feng Congde.
Studenten versammelten sich bei der Hochzeit, um dem Ehepaar zu gratulieren und sangen den Hochzeitsmarsch, der allmählich in Die Internationale überging. In dem Dokumentarfilm „Moving the Mountain“ wird Li dargestellt, wie er während seiner Heiratszeremonie Chai flüchtig auf die Wange küsst. Dieser Kuss und die Zeremonie waren symbolisch, da sie die traditionellen Beschränkungen der Brautwerbung beseitigen sollten und Liebe als Befreiung feiern wollten. Viele, die an der Hochzeit teilnahmen, betrachteten den fröhlichen Moment als ein Symbol der Hoffnung und des Glücks. Ihre Ehe wurde bei der Bewegung als eine „helle Kulisse“ angesehen. Li nannte es „Heirat auf dem Hinrichtungsboden“. Gegen Ende seiner Memoiren, Moving the Mountain, erwähnte Li nichts über sein Eheleben nach der Niederschlagung am 4. Juni. Es wurde seitdem nichts mehr über Zhao Ming berichtet.

## Ausbildung
Li promovierte an der Columbia University und erhielt im Jahr 1996 drei Abschlüsse gleichzeitig: einen BA in Wirtschaftswissenschaften sowie einen MBA und ein Juris Doctor (JD).

## Bankkarriere
Nachdem Li Lu 1993 einen Vortrag von Warren Buffetts, einem ehemaligen Studenten der Columbia, gehört hatte, entschloss er sich, ins Bankgeschäft einzusteigen. Nach dem Studium arbeitete Li bis Ende 1997 in einer Investmentbank, als er Himalaya-Capital-Management gründete, die für ihre disziplinierte und wertorientierte Investitionseinstellung bekannt ist. Von 1998 bis 2004 verwaltete er sowohl einen Hedgefonds als auch ein Risikokapitalfonds. Sein Fonds erlitt 1998 wegen der Asienkrise einen Verlust von 19 Prozent. Ende 2004 wandelte er den Hedgefonds in das Long-only Investmentvehikel LL Investment Partners um, das sich auf globale Investitionsmöglichkeiten konzentriert.
Charlie Munger, stellvertretender Vorsitzender von Berkshire Hathaway und ein langjähriger Partner des legendären Investors Warren Buffett, ist einer der Investoren dieses Fonds und ein „Mentor und guter Freund“, so Li Lu. Li ist bekannt als der Mann, der Charlie Munger und Warren Buffett den chinesischen Batterie- und Autohersteller BYD vorstellte. Er ist ein informeller Berater für BYD. LL Investment Partner besitzen etwa 2,5 Prozent der BYD.
Seit 1998 hatte die Firma eine „phänomenale“ Bilanz gehabt, mit Renditen von rund 30 Prozent pro Jahr, und dies während einer Periode der allgemeinen Stagnation des Marktes.
Li Lus Investmentmantra lautet „genaue und vollständige Informationen“, unter anderem den Charakter eines Geschäftsführers zu verstehen, indem man seine lokale Kirche besucht und mit seinen Nachbarn spricht. Die Firma hat einmal das Geld von Charlie Munger, dem Partner von Warren Buffett, verwaltet.
Himalaya hat, unter anderen Firmen, hohe Investitionen in Aereo gesteckt.
Es wurde gemunkelt, dass Li, sobald Warren Buffett zurücktritt, der Spitzenkandidat sei, um einen großen Teil des Investmentportfolios von Berkshire Hathaway zu verwalten. Laut The Wall Street Journal, sagte Charlie Munger einmal „es ist eine vorherbestimmte Entscheidung“, dass Li Lu Mitglied des Top-Investoren-Teams von Berkshire wird, nachdem Warren Buffett in den Ruhestand geht. Dies wurde in einigen Gesprächen mit Buffett mehrmals angedeutet.
Im Mai 2010 half Li die chinesische Version des Buches Poor Charlie’s Almanack, The Wit and Wisdom of Charles T. Munger zu übersetzen und in China zu veröffentlichen. Er schrieb ein Vorwort für das Buch.

## Auszeichnungen
Li wurde vom Weltwirtschaftsforum im Jahr 2001 zum Weltmarktführer und 1998 vom Aspen Institute zum Henry-Crown-Kollegen ernannt. Er ist Mitglied des Verwaltungsrates für Knovel, Mitglied am Council on Foreign Relations (Gremium für auswärtige Beziehungen) und der Organisation Junge Präsidenten. 2020 wurde Li in die American Academy of Arts and Sciences gewählt.

## Veröffentlichung
- Moving the Mountain: My Life in China ISBN 0-399-13545-6[16]